# 237 (nombre)
Cet article concerne le nombre 237. Pour l'année, voir 237.
237 (deux cent trente-sept) est l'entier naturel qui suit 236 et qui précède 238.

## Domaines autres que mathématiques
deux cent trente-sept est :
- le n° de la chambre d'hôtel de la femme morte dans Shining, l'enfant lumière.
- le nom d'une chanson du groupe Fear Before the March of Flames.
- AFX 237 V7 est le nom d'une chanson d'Aphex Twin.
- (00)237 est l'indicatif téléphonique du Cameroun.